# Гонконг на літніх Олімпійських іграх 2000
Гонконг брав участь в Літніх Олімпійських іграх 2000 року в Сіднеї (Австралія) в дванадцятий раз за свою історію, але не завоював жодної медалі. Збірну країни представляли 12 жінок. Це перший виступ Гонконгу після передачі Гонконгу Китаю.